# La Dorada (ort i Argentina)
La Dorada är en ort i Argentina.   Den ligger i provinsen Catamarca, i den centrala delen av landet, 900 km nordväst om huvudstaden Buenos Aires. La Dorada ligger 388 meter över havet och antalet invånare är 218.
Terrängen runt La Dorada är platt åt sydost, men åt nordväst är den kuperad. Runt La Dorada är det mycket glesbefolkat, med 4 invånare per kvadratkilometer.. La Dorada är det största samhället i trakten.
Omgivningarna runt La Dorada är i huvudsak ett öppet busklandskap.